# Hubert Burge
Hubert Murray Burge (9 août 1862 - 11 juin 1925) est un pasteur anglican, directeur du Winchester College, évêque de Southwark et évêque d'Oxford .

## Biographie

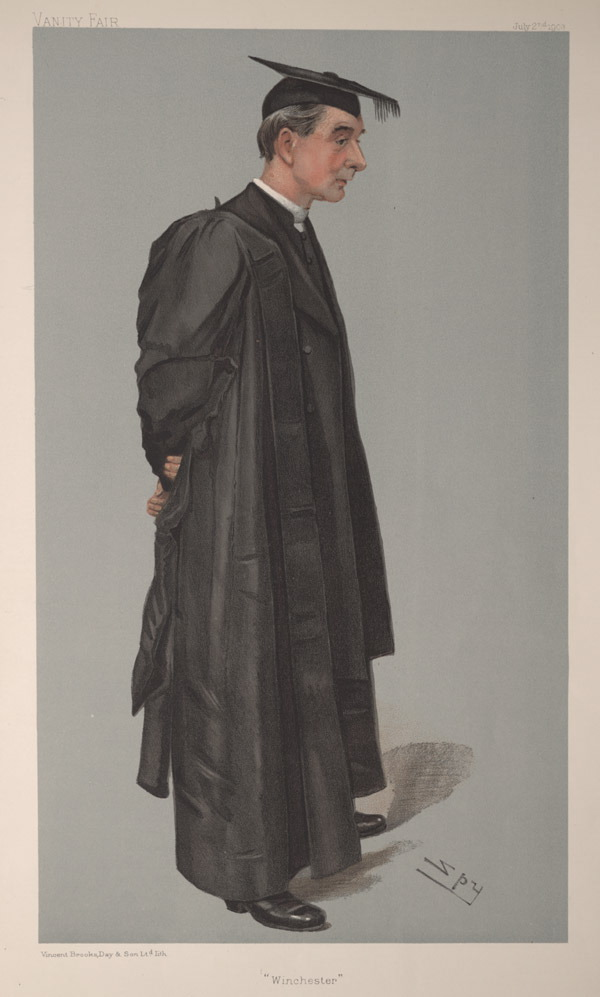
Caricature par Spy dans Vanity Fair

Burge est né en 1862  et fait ses études à Bedford School, Marlborough College  et à l'University College, Oxford . Son premier poste après l'obtention de son diplôme est celui de principal d'école au Wellington College, après quoi il est Fellow et doyen de son ancien collège. En mars 1902, il obtient un baccalauréat en théologie (BD) et en même temps reçoit un doctorat en théologie (DD).
Burge est directeur de l'école Repton de 1900 à 1901  puis de Winchester de 1901 à 1911  avant son élévation à l'épiscopat en tant qu'évêque de Southwark en 1911 . C'est une nomination surprise car Burge n'a aucune expérience paroissiale et sa santé est fragile, et le diocèse de Southwark est considéré comme très exigeant pour un évêque diocésain .
Pendant la Première Guerre mondiale, Burge souligne l'importance des principes chrétiens qui sous-tendent l'engagement britannique. "La chose pour laquelle l'Angleterre doit se tenir à ses enfants et devant la barre de l'histoire n'est pas simplement la liberté politique et la justice et le gouvernement constitutionnel et la conscience internationale, mais "l'esprit du Christ" informant la vie de son peuple, et donnant politique et les idéaux moraux leur véritable sanction. Pour cette Force dans le monde, nous devons tenir ou ne pas tenir du tout ».
Transféré à Oxford en 1919  ex officio Chancelier de l'Ordre de la Jarretière et nommé Clerk of the Closet, il est plus tard également sous-prélat de l'Ordre de Saint-Jean de Jérusalem et Chancelier de l'Ordre de la Jarretière.
C'est un joueur de cricket passionné .
Burge est nommé Chevalier Commandeur de l'Ordre royal de Victoria lors de l'anniversaire de 1925, quelques jours avant sa mort en fonction le 11 juin 1925 .